# Grimsby-Klasse
Die Grimsby-Klasse bestand aus 13 Geleitbooten. Acht entstanden in Großbritannien zwischen 1933 und 1936 als „escort sloops“ für die britische Royal Navy, dazu ein etwas größeres für die Royal Indian Navy.
Weitere vier wurden zwischen 1934 und 1940 in Australien für die Royal Australian Navy (RAN) gebaut. Die britischen Schiffe erhielten Namen von Städten, die australischen Namen von Flüssen.
Während des Zweiten Weltkriegs verlor die Royal Navy mit dem Typschiff Grimsby eines ihrer Schiffe der Klasse und sonderte die verbliebenen bis 1948 aus. Die Wellington wurde 1947 das Hauptquartier der Gilde der Master Mariners in London und liegt in dieser Funktion noch heute auf der Themse.
Die Leith wurde erst an einen zivilen Nutzer verkauft, dann aber von der dänischen Marine erworben und als Forschungsschiff Galathea genutzt. Von Oktober 1950 führte das Schiff eine Forschungsreise um die Welt durch.
Die RAN verlor zwei ihrer Schiffe (Parramatta und Yarra) im Weltkrieg und behielt die verbliebenen bis 1963/64 im Dienst.
Die für die indische Marine gebaute, ähnliche Sloop Indus wurde 1942 durch japanische Trägerflugzeuge versenkt.

## Der Bau der Schiffe
Im September 1927 begann die Royal Navy mit der Bestellung von zwei Sloops der Bridgewater-Klasse bei Hawthorn Leslie & Co. in Hebburn, die Entwicklung von Schiffen, welche die 112 Sloops der Flower-Klasse und die 88 der Hunt-Klasse des Ersten Weltkriegs ersetzen sollten. Es folgten bis 1931 vier sehr ähnliche der Hastings-Klasse sowie acht Sloops der Shoreham-Klasse. Diese Neubauten sollten sowohl die Konvoi-Sicherungsaufgaben der alten Flower-Klasse wie die Minensuchaufgaben der alten Hunt-Klasse erledigen können. 1932 entschied sich die britische Admiralität, für diese Aufgaben doch unterschiedliche Schiffe zu beschaffen. Als billigere und zur Massenproduktion geeignete Variante wurden die Minensuch-Sloops der Halcyon-Klasse entwickelt, von denen von 1932 bis 1935 sieben Schiffe bestellt wurden. Daneben wurden die Sloops der Grimsby-Klasse für die Aufgaben der Konvoisicherung gebaut.
Von der neuen Klasse wurden von 1932 bis 1935 je zwei Schiffe bestellt, die zwischen Mai 1934 und November 1936 abgeliefert wurden. Sieben der Schiffe entstanden auf der Marinewerft in Devonport; nur die Deptford entstand 1934/35 auf dem Chatham Dockyard.
Ende 1933 wurde bei Hawthorn Leslie noch der Bau einer „Patrol Frigate“ für die Royal Indian Navy (RIN) begonnen, die in Teilen den Sloops der Grimsby-Klasse entsprach. Das 1935 als HMIS Indus fertiggestellte Schiff war größer als die Grimsby und ihre Schwesterschiffe und entsprach im Rumpf der zuvor für die RIN gebauten Hindustan, die meist als verlängerte Form der Hastings-Klasse bezeichnet wird. Allerdings erhielt die Indus 4,7-in-Hauptgeschütze wie die Grimsby-Klasse.
Ende 1933 bestellte auch die Royal Australian Navy (RAN) eine Sloop des Typs Grimsby, die allerdings auf der australischen Marinewerft auf Cockatoo Island gebaut werden sollte. Eine weitere Bestellung 1934 und zwei ergänzende Aufträge 1938 folgten. Das erste Paar kam im Dezember 1935 bzw. Dezember 1936 in den Dienst der RAN. Die beiden 1938 bestellten Sloops kamen im April und August 1940 in Dienst.
Mit einer Länge von 266,25 Fuß (ft) (81,15 m) über alles waren die neuen „Escort Sloops“ 4,5 m kürzer als die vorangegangene Shoreham-Klasse (281 ft/85,64 m), die Rümpfe waren jedoch etwas breiter und hatten mehr Tiefgang.
Die Maschinenanlage glich weitgehend der aller Vorläufer mit zwei Admiralitätskesseln, deren Dampf zwei Getriebe-Turbinen der Bauart Parson versorgten, die auf zwei Wellen wirkten. Die Maschinen entwickelten 2000 PS und ermöglichten den Schiffen eine Höchstgeschwindigkeit von 16,5 Knoten (kn).

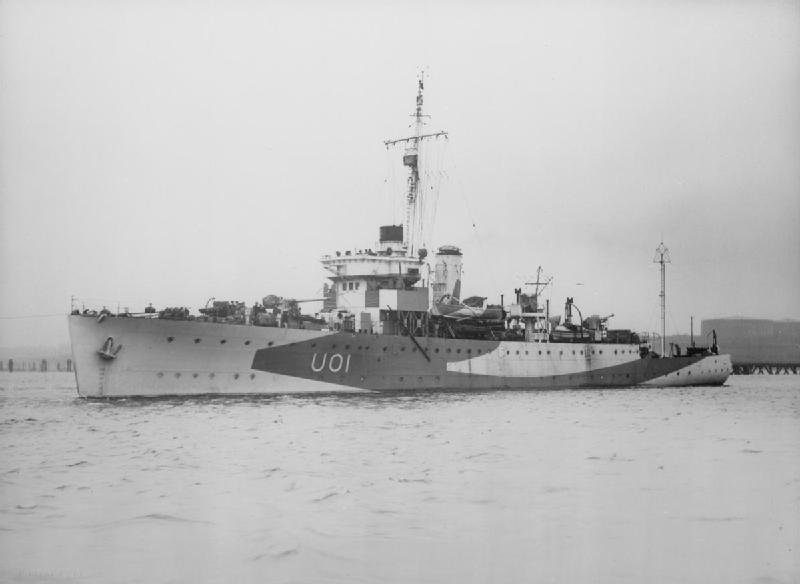
Bridgewater, 1943
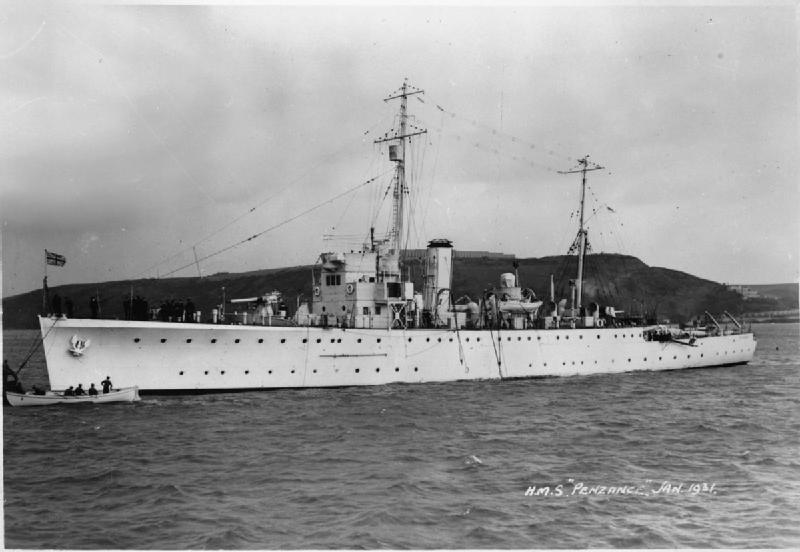
Penzance der Hastings-Klasse, 1931
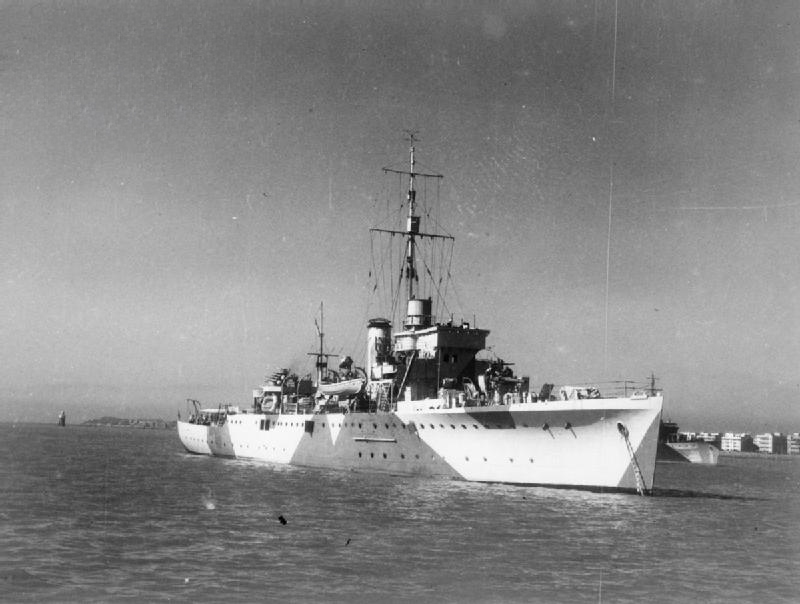
Falmouth der Shoreham-Klasse, 1942
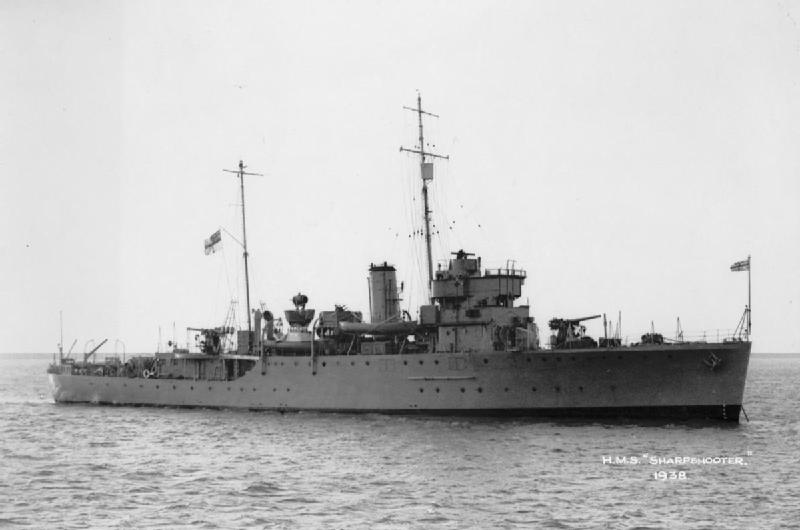
Sharpshooter der Halcyon-Klasse, 1938

### Bewaffnung
Bei der Bewaffnung der Grimsby-Klasse ersetzte man die bisherige Hauptbewaffnung der seit 1929 gebauten Escort-Sloops mit 4-Zoll-(in)-Geschützen durch zwei 4,7-in-(120-mm)-Mk.IX-Geschütze, die den Geschützen der Neubau-Zerstörer entsprachen. Da diese Geschütze nicht zur Verteidigung gegen Luftangriffe nutzbar waren, wurde zwischen dem Buggeschütz und der Brücke noch erhöht eine 3-in-(76-mm)-L/45-Flak aufgestellt. Dazu wurden auf den Schiffen, die vor allem auf Auslandsstationen als Kanonenboote eingesetzt wurden, noch vier 3-pdr-Hotchkiss als Salutgeschütze und leichte Kanonen gegen Piraten aufgestellt.
Zur Bekämpfung von Unterseebooten verfügten die Sloops über 15 Wasserbomben, die sie mit zwei Werfern und über eine Abwurfschiene einsetzen konnten.
Von dieser Standardbewaffnung wurde bei den beiden letzten der acht Schiffe für die Royal Navy abgewichen, die von der Hauptbewaffnung mit 4,7-in-Geschützen wieder zu 4-in-Geschützen zurückkehrten, die auch zur Luftverteidigung einsetzbar waren.
Die Aberdeen wurde mit zwei vorn aufgestellten 4-in-(102-mm)-L/45-Mk.V-Geschützen statt der 4,7- und 3-in-Kanonen fertiggestellt; dazu kam für den Nahbereich noch ein schweres 0,5-in-Vierfach-Maschinengewehr der Bauart Vickers. Die Fleetwood erhielt als neue Hauptbewaffnung zwei Zwillings-Geschütze 4 in (102 mm) L/45 Mk.XVI vorn und achtern und vor der Brücke ein Vierlings-Vickers-MG.
Die Modernisierung der Bewaffnung der Schiffe begann schon 1939 als auf Londonderry und Lowestoft die 120-mm-Kanonen und die 76-mm-Flak durch zwei 102-mm-Zwillingsgeschütze und ein Vierlings-MG nach dem Muster der Fleetwood ersetzt wurden, die ebenfalls geplante Umbewaffnung der Grimsby und der Deptford unterblieb, da man die Schiffe nicht entbehren wollte. Zusätzliche Vierlings-MGs wurden auch auf anderen Schiffen installiert. In den Jahren 1941/42 wurden bei routinemäßigen Werftliegezeiten auf allen Einheiten die Hotchkiss-Salutgeschütze entfernt und die Bewaffnung dann durch zwei 20-mm-Oerlikon-Kanonen verstärkt, zu denen bis zum Kriegsende weitere hinzukamen. Bis 1944 ersetzten sie auch alle schweren Vickers-MG.
Die Möglichkeiten der U-Boot-Bekämpfung wurden ab 1939 durch Verstärkung des Wasserbombenvorrats auf 40, ab 1943 auf bis zu 90 verstärkt, wozu ab 1943 auch zwei weitere Werfer und eine zweite Abwurfschiene installiert wurden. Dazu kamen 1943 auf allen noch vorhandenen sieben Schiffen ein Hedgehog-Salvenwerfer auf der erhöhten Position auf dem Vorschiff, wodurch die Aberdeen ein zwischenzeitlich installierte drittes 102-mm-Geschütz wieder verlor und die verbliebenen 120-mm-Kanonenboote Deptford, Leith und Wellington ihre 76-mm-Flak verloren.

### Einsatzgeschichte der britischen Schiffe
Die britischen Sloops der Grimsby-Klasse übernahmen bei ihrer Fertigstellung klassische Kanonenbootfunktionen auf den Überseestationen, denen sie zugewiesen wurden. Grimsby und Lowestoft kamen auf die China Station, Leith und Wellington zur New Zealand Division. Die Londonderry und die Fleetwood wurden am Roten Meer, die Deptford am Persischen Golf stationiert und die Aberdeen kam als „Despatch Vessel“ zur Mediterranean Fleet. Bei Kriegsbeginn verließen die meisten Sloops ihre Stationen in Richtung Heimat, um von dort in der Geleitsicherung zum Einsatz zu kommen. Als erstes der Schiffe kam die Aberdeen schon im September 1939 in der Heimat an, wo die anderen bis zum Januar 1940 auch eintrafen. Nach kurzen Werftaufenthalten wurden sie auf den Zufahrtswegen zu den Britischen Inseln und an der britischen Ostküste zur Geleitsicherung eingesetzt. Diese Einsätze dauerten bei der Mehrzahl der Schiffe bis zum Kriegsende an.
Nur die Grimsby wurde im Mai 1940 noch vor dem Kriegseintritt Italiens ins Mittelmeer verlegt. Das Typschiff der Klasse sicherte dann Konvois im Roten Meer zwischen Aden und Sues bis zum März 1941. Ab Anfang April folgte die Sicherung von Truppen- und Versorgungstransporten im Mittelmeer zwischen Griechenland und Ägypten. Aus der Versorgung und Verstärkung der alliierten Truppen in Griechenland wurde schon Ende April die Sicherung der Evakuierung dieser Truppen aus Griechenland (Operation Demon).
Am 25. Mai 1941 geleitete die Grimsby den Tanker Hekla zum belagerten Tobruk, als der Verband vor der nordafrikanischen Küste von Junkers Ju 87 der italienischen Luftwaffe angegriffen wurde, welche die Hekla versenkten und die Grimsby beschädigten. Ein zweiter Angriff deutscher Ju-87-Stukas der II/StG 2 versenkte die Grimsby, die als einziges der britischen Schiffe der Klasse im Zweiten Weltkrieg verloren ging.
Mit den alliierten Landungen in Nordafrika kamen auch vier Sloops der Grimsby-Klasse zumindest zeitweise im Mittelmeer zum Einsatz. Auf dem Nordatlantik wurden die Schiffe nicht nur von Basen auf den britischen Inseln, sondern auch von Gibraltar, Freetown und von kanadischen Basen aus eingesetzt. Als der Krieg in Europa im Mai 1945 endete, waren die Aberdeen in Freetown, Lowestoft und Wellington in Gibraltar sowie die Leith, Londonderry, Deptford und Fleetwood am Ärmelkanal stationiert. Die am Kanal stationierten Schiffe hatten in den ersten Monaten des Jahres 1945 dort noch die Ausbringung neuer Minenfelder gegen U-Boote gesichert.

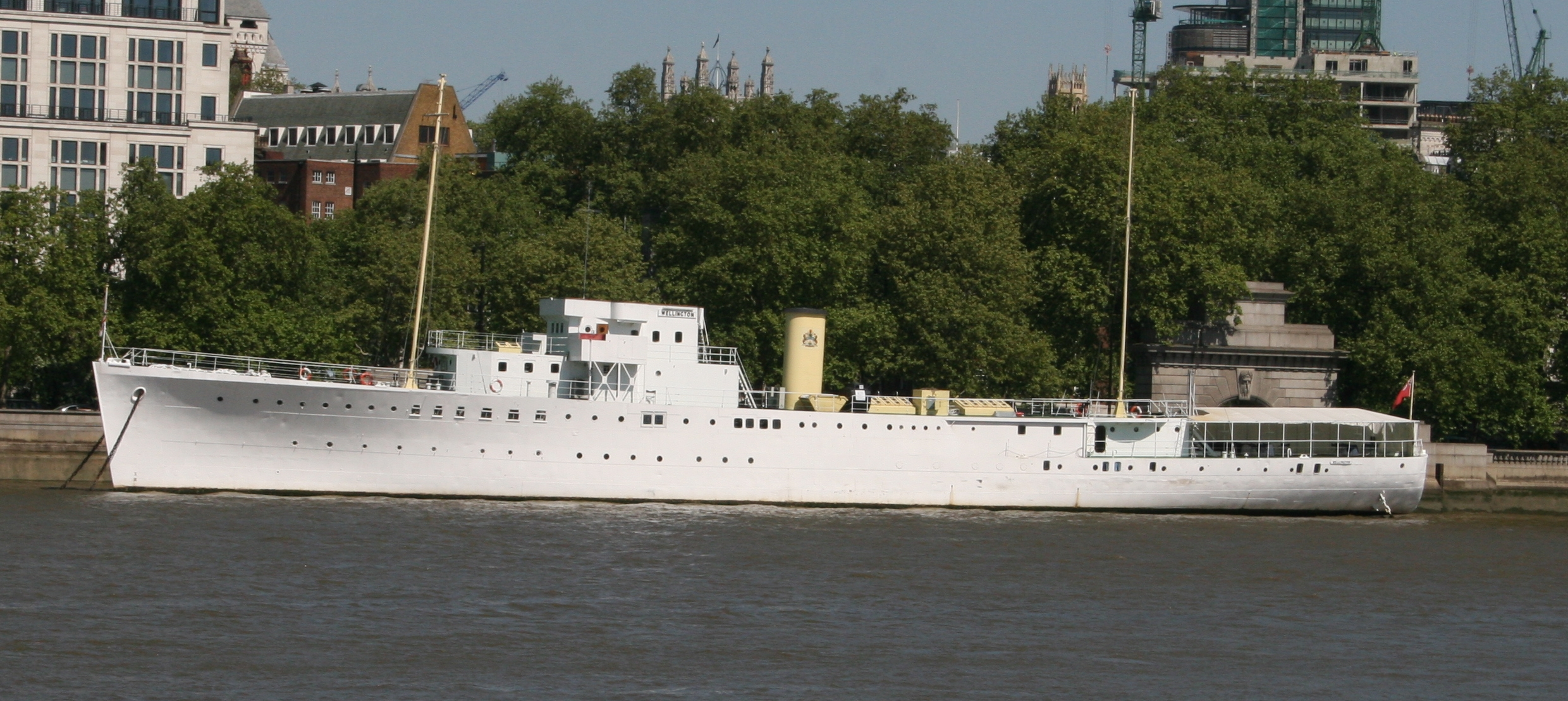
Die noch erhaltene Wellington

Nach der Kapitulation des Deutschen Reichs wurden die Sloops der Grimsby-Klasse bis zum August 1945 alle außer Dienst gestellt und dann zum Abbruch oder zur zivilen Nutzung verkauft. Nur die Fleetwood blieb als Versuchsschiff noch vom Februar 1946 bis 1959 im Dienst. Erhalten ist bis heute die 1947 an die „Honourable Company of Master Mariners“ verkaufte Wellington, die als Veranstaltungsschiff auf der Themse liegt.

### Die australischen Sloops

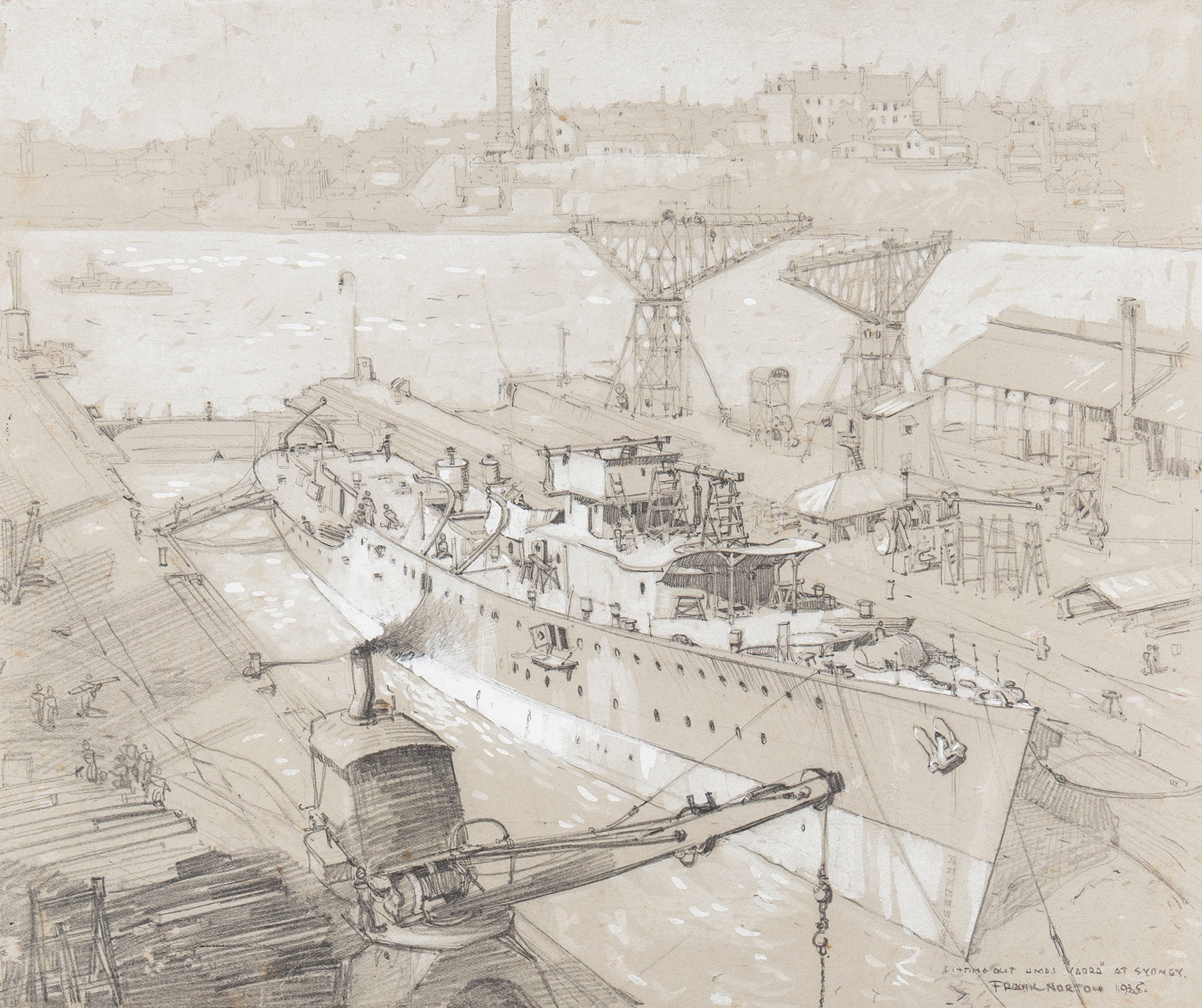
Fitting Out H.M.A.S. Yarra at Sydney (1935) – Frank Norton

Die Royal Australian Navy (RAN) entschied sich schon 1933, ebenfalls Sloops der Grimsby-Klasse zu beschaffen, die aber in Australien gebaut werden sollten.
Die Kiellegung des ersten am 22. Dezember 1933 erteilten Bauauftrags erfolgte am 24. Mai 1934 beim Cockatoo Island Dockyard vor Sydney, New South Wales. Beim Stapellauf am 28. März 1935 taufte die Ehefrau des damaligen australischen Verteidigungsministers Archdale Parkhill den Neubau auf den Namen Yarra. Am 21. Januar 1936 stellte die RAN dann ihre zweite Yarra in Dienst.
Am 1. Mai 1935 war die Kiellegung eines zweiten Neubaus auf derselben Werft erfolgt, der beim Stapellauf am 28. März 1936 den Namen Swan erhielt und dann am 21. Januar 1937 in Dienst gestellt wurde.
1938–1939 wurde dann noch zwei weitere Neubauten bestellt, die erst 1940 nach dem Ausbruch des Zweiten Weltkriegs fertiggestellt wurden. Auch sie erhielten mit Parramatta und Warrego Namen, die zuvor Zerstörer der australischen River-Klasse getragen hatten.
Die beiden ersten Schiffe der RAN wurden mit drei einzelnen 4-inch-Geschützen bewaffnet, die auch gegen Luftziele eingesetzt werden konnten. Bei den beiden späteren Einheiten wurden die beiden Buggeschütze durch ein 4-inch-Zwillingsgeschütz ersetzt. Anders als die Schiffe der Royal Navy waren die australischen Sloops auch für den Einsatz als Minensucher vorbereitet.
Darüber hinaus waren Parramatta und Warrego mit Maschinen von 2200 PS Leistung ausgerüstet, die eine etwas höhere Maximalgeschwindigkeit erlaubten.
Nach dem Kriegseintritt Italiens wurden Yarra und Parramatta zur „Red Sea Force“ der Mediterranean Fleet versetzt, um den Nachschub nach Ägypten – der britischen Hauptbasis am Mittelmeer – zu sichern. Parramatta verlegte später ins Mittelmeer und sicherte mit anderen Schiffen den Nachschub nach Tobruk. Am 27. November 1941 eskortierte sie mit dem Hunt-Zerstörer Avon Vale ein Munitionsschiff nach Tobruk, als sie von U 559 torpediert wurde. Die Parramatta sank sofort auf der Position 32°20′N 24°35′E. Nur 24 Mann der Besatzung konnten gerettet werden, die anderen 138 an Bord verloren ihr Leben.
Als zweites der australischen Schiffe ging die Yarra am 4. März 1942 südlich von Java verloren, als sie versuchte, einige Trossschiffe nach Australien zu geleiten. Der kleine Konvoi wurde den japanischen Schweren Kreuzern Atago, Takao und Maya sowie zwei Zerstörern entdeckt und vernichtet. Von der 151-köpfigen Besatzung der Yarra konnte das niederländische U-Boot K XI am 9. März nur noch dreizehn Mann retten.
Die zuletzt als Schulfregatten und Vermessungsschiffe eingesetzten Swan und Warrego wurden erst in den 1960er-Jahren verschrottet.

### Die indische Sloop
Der Grimsby-Klasse zugeordnet wird meist auch die erheblich längere und auch etwas abweichend bewaffnete HMIS Indus, die am 6. April 1942 vor Burma durch einen japanischen Luftangriff versenkt wurde.

### Die Schiffe der Klasse
| Name                  | Bauwerft                    | Kiellegung         | Stapellauf        | Indienststellung   | Verbleib                                                            |
| Royal Navy            | Royal Navy                  | Royal Navy         | Royal Navy        | Royal Navy         | Royal Navy                                                          |
| --------------------- | --------------------------- | ------------------ | ----------------- | ------------------ | ------------------------------------------------------------------- |
| Grimsby (L/U16)       | Devonport Dockyard          | 23. Januar 1933    | 19. Juli 1933     | 17. Mai 1934       | am 25. Mai 1941 nahe Tobruk nach Bombentreffern gesunken            |
| Leith (L/U36)         | Devonport Dockyard          | 6. Februar 1933    | 9. September 1933 | 10. Juli 1934      | 1946 verkauft, 1949 bis 1955 dänisches Forschungsschiff Galathea    |
| Lowestoft (L/U59)     | Devonport Dockyard          | 21. August 1933    | 11. April 1934    | 22. November 1934  | Oktober 1946 verkauft; umbenannt in Miraflores, 1955 abgebrochen.   |
| Wellington (L/U65)    | Devonport Dockyard          | 25. September 1933 | 29. Mai 1934      | 24. Januar 1935    | 1947 verkauft, noch als Veranstaltungsschiff auf der Themse         |
| Londonderry (L/U78)   | Devonport Dockyard          | 11. Juni 1934      | 16. Januar 1935   | 20. September 1935 | März 1948 zum Abbruch verkauft.                                     |
| Deptford (L/U53)      | Chatham Dockyard            | 30. April 1934     | 5. Februar 1935   | 14. August 1935    | im März 1948 zum Abbruch verkauft.                                  |
| Aberdeen (L/U87)      | Devonport Dockyard          | 12. Juni 1935      | 22. Januar 1936   | 17. September 1936 | im Dezember 1948 zum Abbruch verkauft                               |
| Fleetwood (L/U47)     | Devonport Dockyard          | 14. August 1935    | 24. März 1936     | 19. November 1936  | 1959 zum Abbruch verkauft                                           |
| Royal Indian Navy     |                             |                    |                   |                    |                                                                     |
| Indus (L/U67)         | Hawthorn, Leslie BauNr. 592 | 8. Dezember 1933   | 24. August 1934   | 15. März 1935      | am 6. April 1942 nach Bombentreffern gesunken.                      |
| Royal Australian Navy |                             |                    |                   |                    |                                                                     |
| Yarra (U77)           | Cockatoo Dockyard           | 24. Mai 1934       | 28. März 1935     | 19. Dezember 1935  | am 4. März 1942 durch japanische Einheiten versenkt                 |
| Swan (U74)            | Cockatoo Dockyard           | 1. Mai 1935        | 28. März 1936     | 21. Januar 1937    | ab Februar 1956 Schulschiff, 1964 zum Abbruch verkauft              |
| Parramatta (U44)      | Cockatoo Dockyard           | 9. November 1938   | 18. Juni 1939     | 8. April 1940      | am 27. November 1941 vor der libyschen Küste durch U-Boot versenkt. |
| Warrego (U73)         | Cockatoo Dockyard           | 10. Mai 1939       | 10. Februar 1940  | 21. August 1940    | 1966 zum Abbruch verkauft.                                          |